# Ritratto di Isabella del Portogallo (Rogier van der Weyden)
Il Ritratto di Isabella del Portogallo è un dipinto del pittore fiammingo Rogier van der Weyden realizzato circa nel 1450, e conservato nel Getty Museum a Los Angeles negli Stati Uniti d'America. Successivamente si ritiene che provenga da un membro della sua scuola.

## Storia
Non è certo a chi appartenesse il dipinto prima del 1629. Potrebbe essere appartenuto ad Alexander d'Arenberg, duca di Croy e principe di Chimay, dal 1590 al 1629 circa. Fu acquistato da un commerciante d'arte nel 1883 e successivamente venduto a Adolph Carl de Rothschild; quando morì nel 1900, suo figlio Barone Maurice de Rothschild, che l'aveva ereditato, vendette l'opera a John Davison Rockefeller nel 1927. Rimase nella famiglia Rockefeller fino a quando non fu acquistato dal Getty Center nel 1978.

## Descrizione
Il dipinto ha per soggetto duchessa di Borgogna Isabella del Portogallo, terza moglie di Filippo III di Borgogna, è seduta con le mani giunte in grembo, trasmettendo la stabilità e la sicurezza della sua posizione sociale elevata. Indossa un sontuoso abito di broccato rosso con profusione di disegni di fili d'oro, fissati in vita da una fascia verde. Stranamente, l'artista non ha inserito la simmetria nei disegni delle maniche, come al solito in questo momento.  Il rilevante hennin così come gli anelli e la collana riflettono anche la sua posizione aristocratica.
La duchessa non deve aver posato per questo ritratto, il che potrebbe aver contribuito a manipolare il suo vestito. Gli studiosi ritengono che l'artista abbia copiato i tratti di Isabella da un ritratto mancante di Rogier van der Weyden. L'espressione morbida e leggermente ironica del ritratto e le dita allungate riflettono la concezione della ritrattistica di Rogier van der Weyden.

### L'iscrizione
L'iscrizione nell'angolo in alto a sinistra, PERSICA SIBYLLA IA , suggerisce che il ritratto faceva parte di una serie di ritratti di sibille, un'identità che contrasta nettamente con quella della duchessa Isabella. Gli studiosi stimano che qualcuno diverso dall'artista originale avrebbe aggiunto l'iscrizione, così come lo sfondo marrone che simula il legno, qualche tempo dopo che il ritratto è stato dipinto.